# Mariposa (California)
Mariposa es un lugar designado por el censo y sede de condado del condado de Mariposa en el estado estadounidense de California. En el año 2000 tenía una población de 1,373 habitantes y una densidad poblacional de 165 personas por km².

## Geografía
Mariposa se encuentra ubicado en las coordenadas 37°29′06″N 119°57′59″O / 37.48500, -119.96639. Según la Oficina del Censo, la ciudad tiene un área total de 3,9 km² (1,5 mi²), de la cual 3,9 km² (1,5 mi²) es tierra y 0 km² (0 mi²) (0%) es agua.

## Demografía
Según la Oficina del Censo en 2000 los ingresos medios por hogar en la localidad eran de $18,144, y los ingresos medios por familia eran $27,344. Los hombres tenían unos ingresos medios de $26,771 frente a los $26,635 para las mujeres. La renta per cápita para la localidad era de $22,436. Alrededor del 24% de la población estaban por debajo del umbral de pobreza.